# Melampodium aureum
Melampodium aureum là một loài thực vật có hoa trong họ Cúc. Loài này được Brandegee mô tả khoa học đầu tiên năm 1910.